# Theodor Billroth
Christian Albert Theodor Billroth (1829-1894) va ser un cirurgià alemany, considerat el pare de la cirurgia abdominal. Va ser el primer cirurgià a extirpar un càncer d'estómac el 1881. Va exercir a Zúric i a Viena.
Era aficionat a la música, tocava el violí i era amic de Brahms.